# Emin Pascha

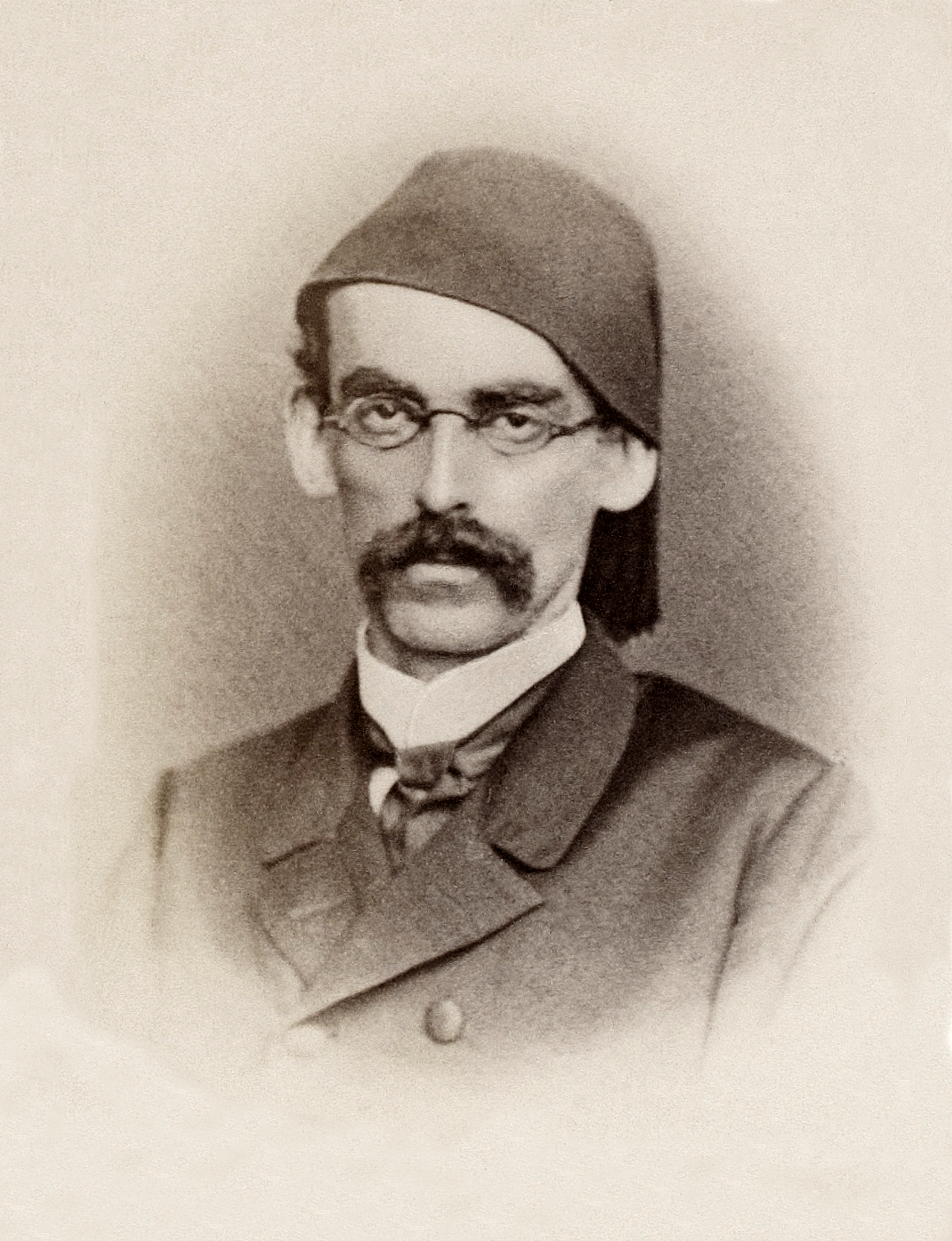
Eduard Schnitzer (1875)

Eduard Karl Oskar Theodor Schnitzer, bekannt als Emin Pascha (* 28. März 1840 als Isaak Eduard Schnitzer in Oppeln, Oberschlesien; † 23. Oktober 1892 in Kinena im Kongogebiet), war ein Afrikaforscher sowie Gouverneur der Provinz Äquatoria im Türkisch-Ägyptischen Sudan. Bekannt wurde er vor allem durch seine Rolle während des Mahdi-Aufstandes und die zu seiner Rettung entsandte Emin-Pascha-Expedition.

## Leben

### Jugend

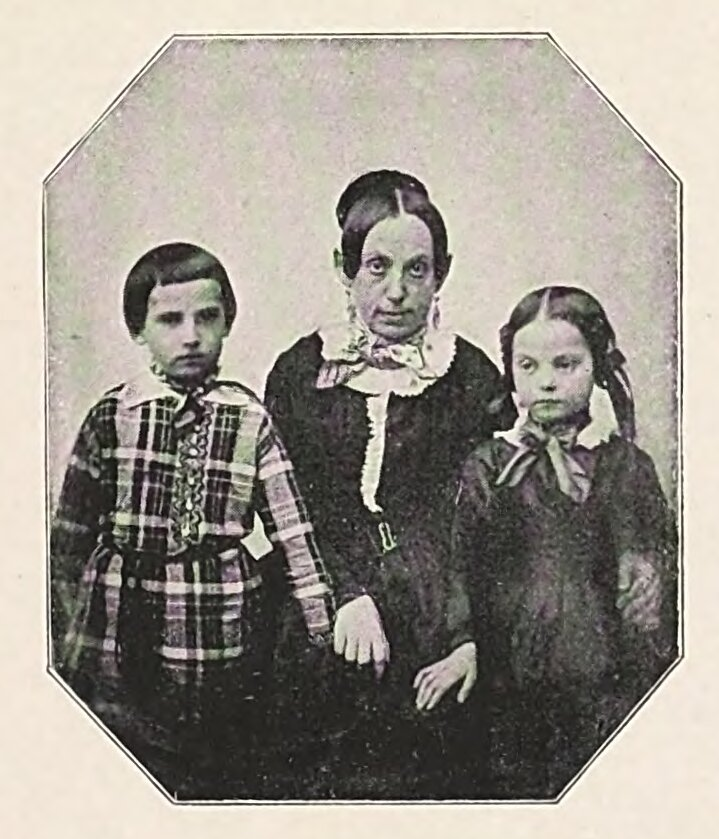
Emin mit seiner Mutter und seiner Schwester Melanie etwa im Jahre 1847

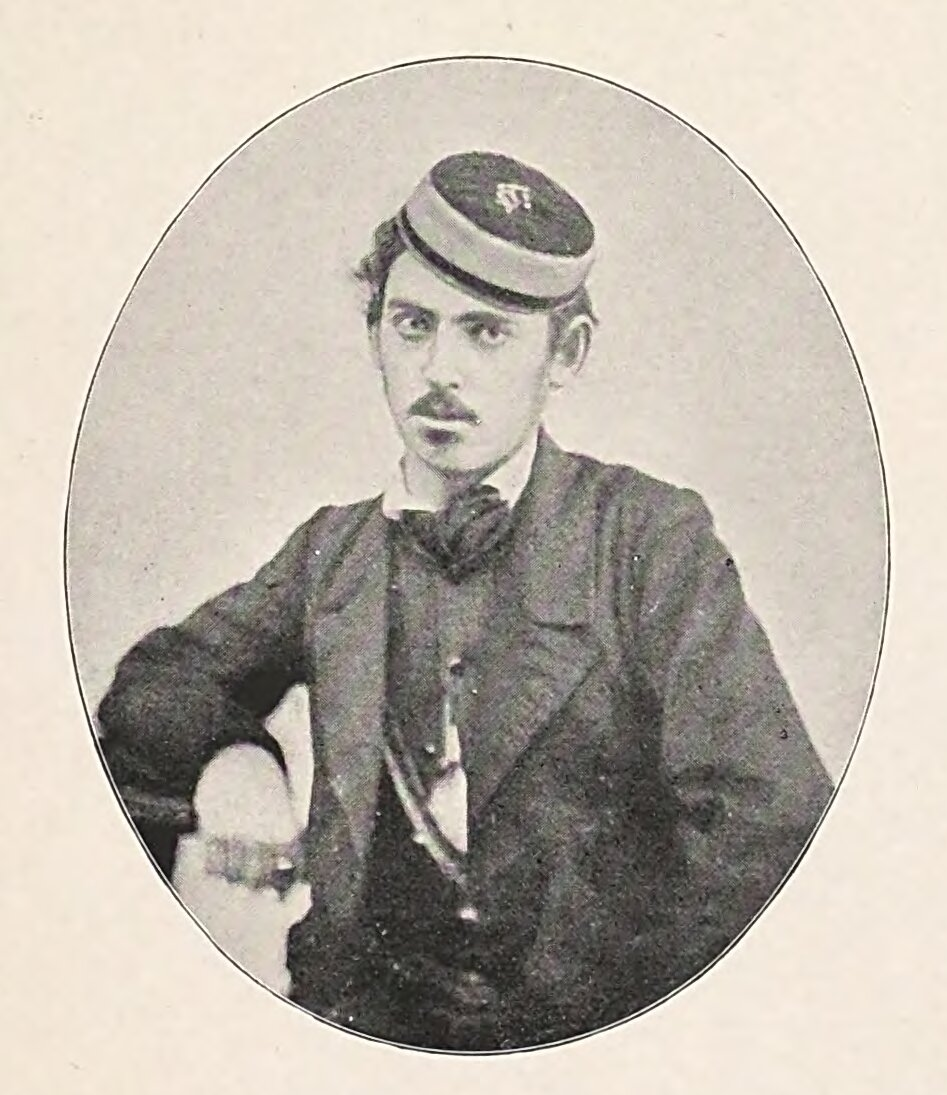
Emin als Student mit Mütze der Burschenschaft Arminia in Breslau

Emin Pascha war Sohn des jüdischen Kaufmanns Louis Schnitzer und erhielt den Namen Isaak Eduard Schnitzer. Nach dem Tod seines Vaters 1842 zog seine Mutter Pauline, geb. Schweitzer, mit ihm nach Neisse. Dort wurde er am 7. April 1846 getauft, als seine Mutter vor ihrer zweiten Eheschließung mit einem Christen zum Protestantismus konvertierte. Nach dem Besuch des Neisser katholischen Gymnasiums studierte er zwischen 1858 und 1864 Medizin in Breslau, Berlin und Königsberg. Während seiner Breslauer Studienzeit schloss er sich 1858 der Breslauer Burschenschaft Arminia an. Aufgrund „mangelnder nationaler Zuverlässigkeit“ nahm Arminia ihn nicht in ihre Altherrenschaft auf. Erst als er 1890 in deutsche Dienste trat, verlieh man ihm das Altherrenband. Als ihm in Deutschland die Zulassung zum Staatsexamen verweigert wurde, verließ er das Land und begab sich in das Osmanische Reich.

### Im Osmanischen Reich
In Antivari (heute Bar in Montenegro) wurde er Hafen- und Distriktsarzt. Nach einem Jahr wurde er zum Hauptmann befördert. In dieser Zeit lernte er den Generalgouverneur von Albanien, Ismail Hakki Pascha, kennen. Nachdem dieser in Ungnade gefallen und nach Trapezunt verbannt worden war, folgte ihm Schnitzer. Nach der Aufhebung der Verbannung im September 1872 wurde Ismail Hakki Pascha zum Gouverneur von Janina ernannt, wohin ihm Schnitzer ebenfalls folgte. Der Gouverneur ernannte Schnitzer zum Chefarzt der Provinz und zum persönlichen Berater. Nach Ismail Hakki Paschas Tod 1873 kümmerte sich Schnitzer um dessen Witwe, eine Ungarin aus Siebenbürgen. Gemeinsam mit dieser versuchte er erst in Arco, im italienischsprachigen Teil Tirols, und dann 1874 in Neisse in Oberschlesien Fuß zu fassen. Dies gelang ihm nicht, weshalb er Ismail Hakki Paschas Witwe unter Mitnahme ihrer Wertsachen heimlich verließ, um nach Ägypten zu gehen. Inzwischen war er nicht nur des Französischen, Englischen, Italienischen, verschiedener slawischer Sprachen, des Osmanischen, Arabischen und Persischen vollständig mächtig geworden, er hatte sich auch die orientalischen Sitten und Gebräuche so angeeignet, dass niemand ihm seinen Ursprung anmerkte; ferner war er zum Islam konvertiert.

### In Afrika

#### Gouverneur von Äquatoria

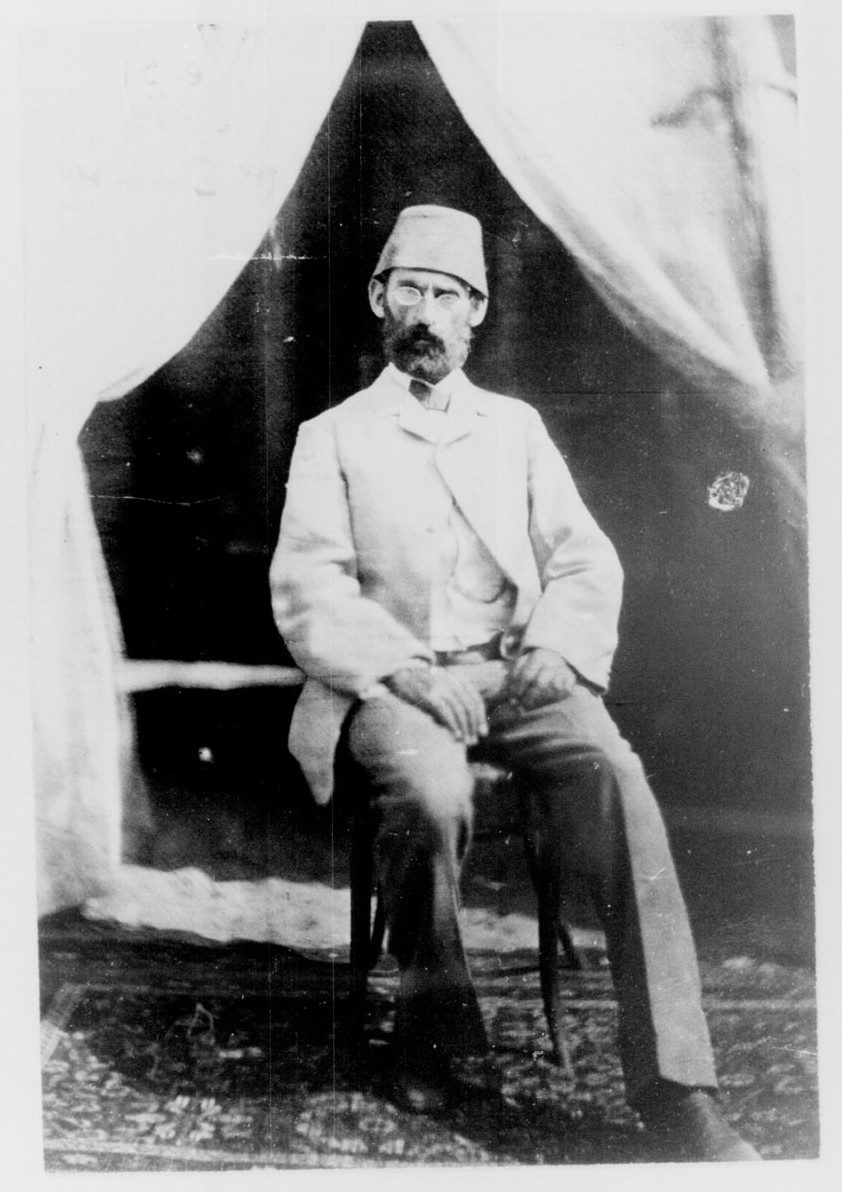
Schnitzer im Jahr 1882 in Khartum, photographiert vom französischen Vize-Konsul in Khartum Louis-Pierre Vossion.

Muhammad Ali Pascha, der Gouverneur der autonomen osmanischen Provinz Ägypten, hatte weite Teile des Sudan erobert; um 1820 Sennar, Kordofan und Dongola und 1840 Kassala. Ismail Pascha setzte die ägyptische Expansion in den 1870er Jahren fort: Im Auftrag Ismails eroberte Samuel Baker 1871 die Region südlich von Gondokoro und schuf somit die Provinz Äquatoria.
1875 stellte sich Schnitzer in ägyptische Dienste, erhielt den Titel Efendi und wurde Chefarzt von Charles Gordon, der ab 1874 Gouverneur der Provinz Äquatoria war. Schnitzer erhielt im Juni 1876 die Aufgabe, eine Expedition zu König Mutesa I. von Buganda zu führen, von der er im September zurückkam. Im Juni 1877 führte er eine Expedition in ein Sultanat östlich des Albertsees.
Im Juli 1878 wurde Schnitzer zum Gouverneur der Provinz Äquatoria ernannt und erhielt damit einhergehend den Titel Bey. Er ging von Rubagha zum Ukerewesee und über Mruli und Fauvera wieder nach Magungo. In Unyoro, wo er in Mparo auch auf den dort residierenden Omukama Kabalega traf, erfuhr er, dass der von Henry Morton Stanley entdeckte Beatricegolf nicht, wie jener glaubte, zum Mwutan gehöre, sondern zu einem südlicheren Seebecken.
1879 unternahm er eine Reise nach dem vorher noch nie von einem Europäer besuchten westlichen Uferland des Mwutan, und 1880 besuchte er das Makrakaland. 1881 wurden die Gebiete von Rohl und Amadi, Teile der Niam-Niam-Länder und ganz Monbuttu-Land zu seiner Provinz hinzugefügt.
Schnitzer war unermüdlich tätig, diese Gebiete zu organisieren und die angrenzenden noch unbekannten Landschaften zu erforschen. So sammelte er die durch die Sklavenjagden zerstreuten Bewohner in neuen Siedlungen, führte zahlreiche neue Kulturpflanzen ein und baute das Straßensystem aus, so gut es ging. Die Provinz, die er mit einem jährlichen Defizit von 780.000 Mark übernommen hatte, warf der ägyptischen Regierung 1883 einen Überschuss von 240.000 Mark ab.

#### Expeditionen zur Rettung Emin Paschas

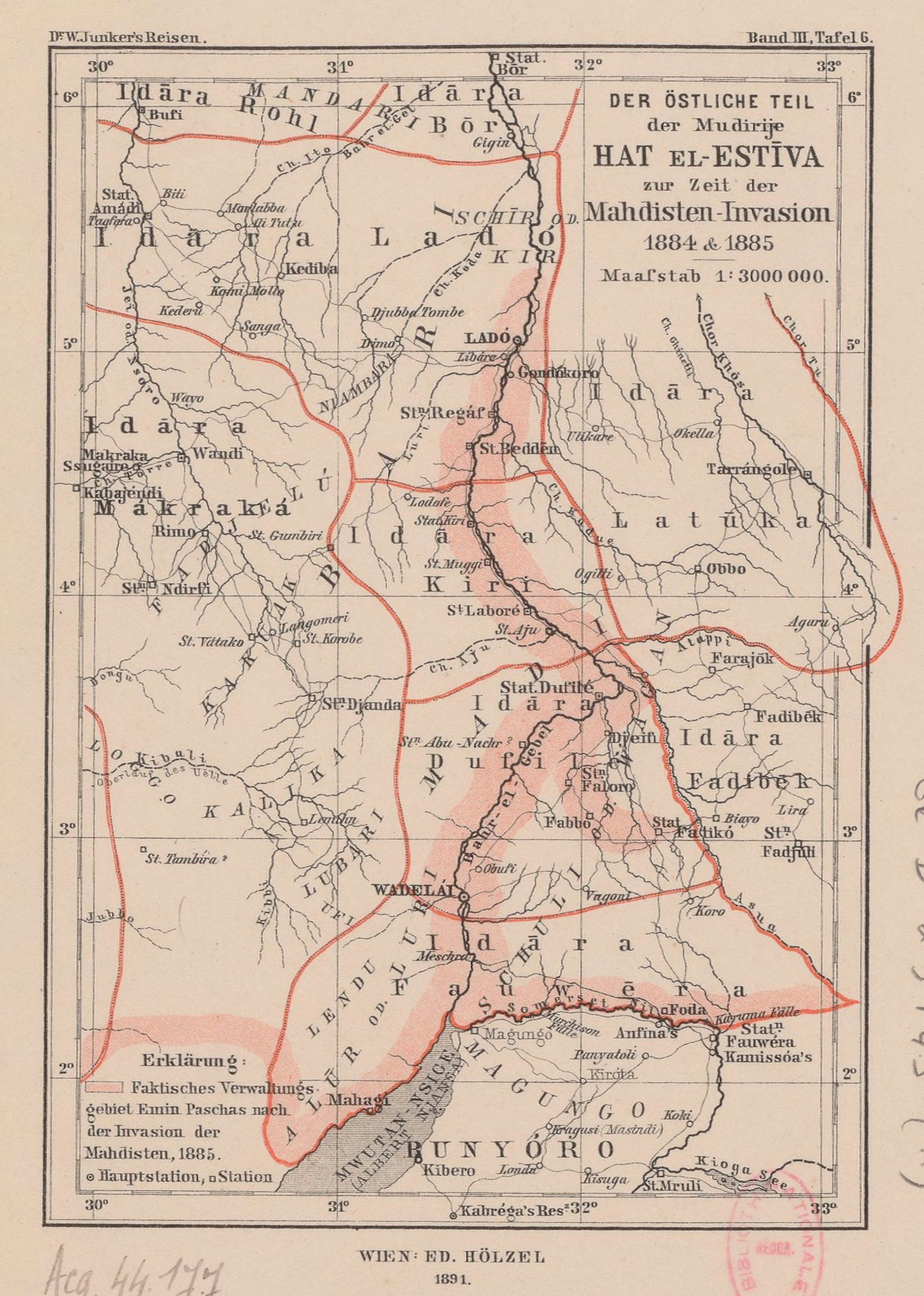
Faktisches Verwaltungsgebiet Emin Paschas nach der Invasion der Mahdisten, 1885

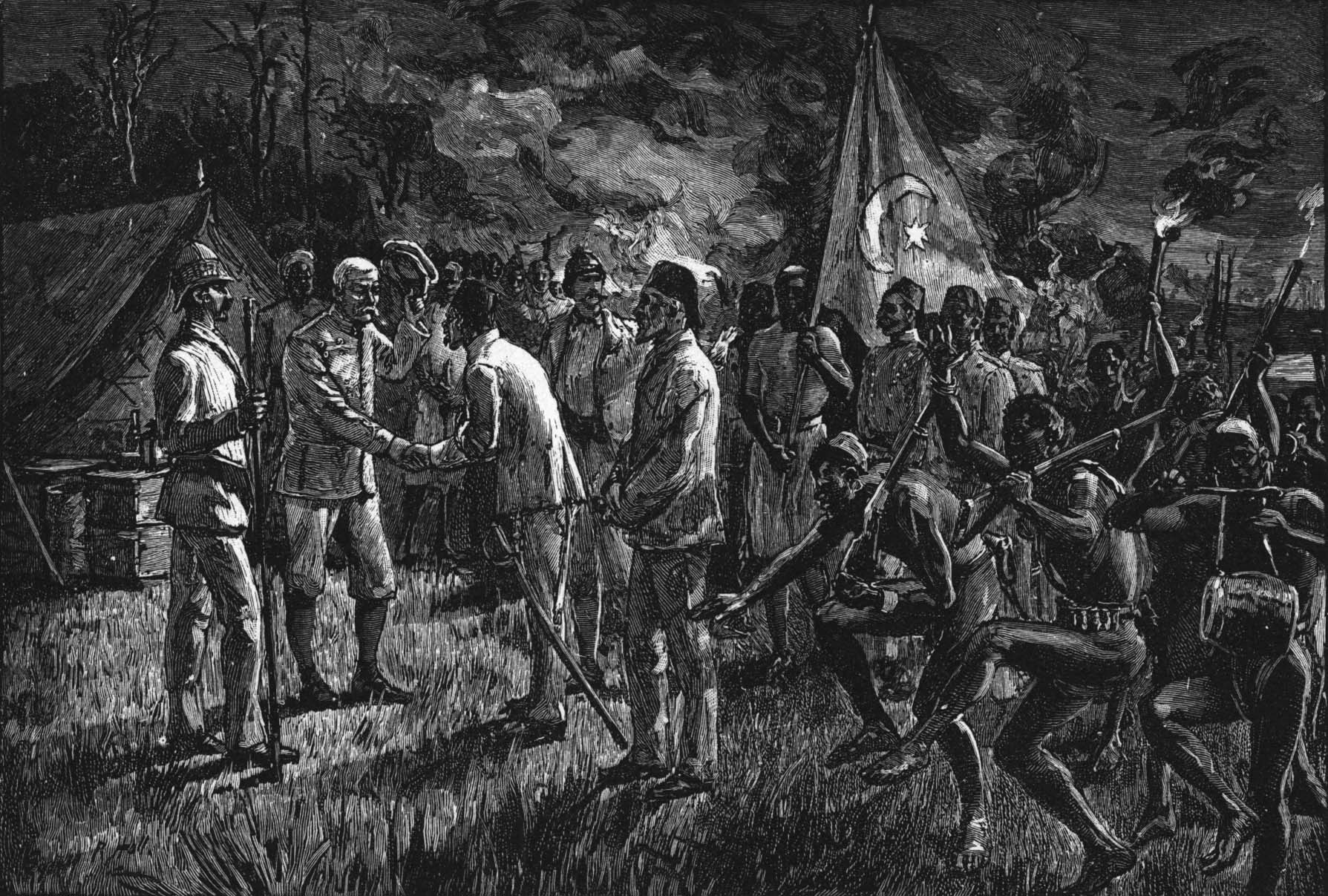
Das Aufeinandertreffen Emin Paschas und Stanleys

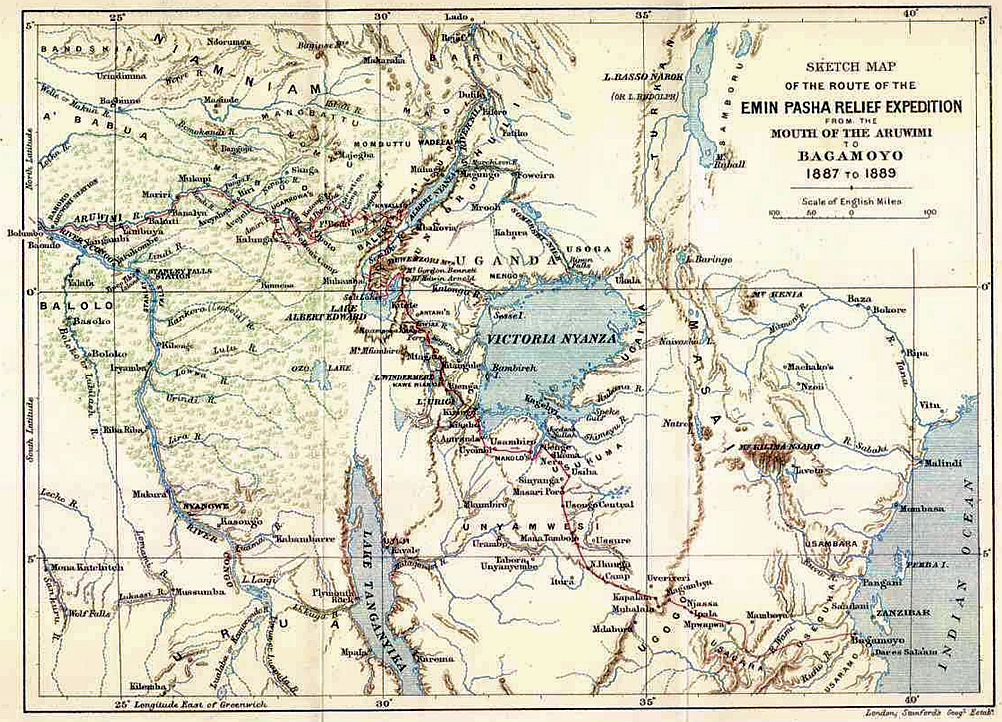
Der Weg von Stanleys Rettungsexpedition

Der Mahdi-Aufstand und die Vernichtung der ägyptischen Herrschaft in den nördlich von seiner Provinz gelegenen Bezirken schnitten Eduard Schnitzer plötzlich völlig von jeder Verbindung mit seiner Regierung ab und brachten ihn in eine äußerst gefährdete Lage. Ab 1884 befand sich Wilhelm Junker und ab 1885 auch Gaetano Casati bei ihm. 1885 wurde Schnitzer von der ägyptischen Regierung zum Pascha ernannt. 
1886 erfolgte die erste Rettungsmission, angeführt vom Massaiforscher Fischer. Die Expedition erfolgte auf Veranlassung des in Sankt Petersburg ansässigen Bruders von Casati und durch Vermittlung Adolf Bastians. Fischer musste aber umkehren, weil er vom Herrscher von Buganda keine Erlaubnis zum Durchzug erhielt. Junker gelangte trotzdem an die Küste – er hatte seine Reise schon am 2. Januar 1886 begonnen. Schnitzer aber blieb auf seinem Posten in Wadelai.
Nun organisierte man in England auf Anregung Felkins eine Expedition. An deren Spitze wurde Henry Morton Stanley gestellt, der durch seine Expedition zur Suche David Livingstones bereits berühmt war. Stanley musste König Leopold von Belgien bitten, ihn von den Verpflichtungen ihm gegenüber zu entbinden. Das tat dieser unter der Bedingung, dass Stanley nicht den kürzesten Weg nahm, sondern durch einen noch unbekannten Teil des Kongo reisen musste. Die Expedition, die bereits nach Sansibar aufgebrochen war, wurde deshalb zur Mündung des Kongo umgeleitet. Wohl noch nie war eine so bedeutende und so sorgfältig ausgerüstete Expedition ausgezogen. Stanley hatte neun Europäer, 61 Sudanesen, 13 Somali und 620 Sansibariten unter sich; er führte 50 Esel und außer modernen Gewehren auch ein Maxim-Maschinengewehr mit sich. Stanley konnte auch den arabischen Sklavenhändler Tippu-Tip gewinnen, der den Posten eines Gouverneurs am oberen Kongo annahm. Inzwischen war Schnitzer durch Junker von Uganda aus reichlich mit Vorräten versorgt worden.
Stanley fuhr mit Dampfern des Kongostaats den Kongo aufwärts bis zum Aruwimi, an welchem er nun die Landreise antrat. Schnitzer setzte inzwischen seine Forschungsreisen fort und unternahm eine Expedition zur Untersuchung des Kakibbi, des südlichen Zuflusses des Albert Nyanza. Er erklärte auch, als die Nachricht von einer abgesandten Entsatzexpedition bei ihm anlangte, ganz entschieden, seinen Posten in Wadelai nicht verlassen zu wollen, und hoffte, die Ordnung in seiner Provinz selbst aufrechterhalten zu können.
Da aber von Stanley bis Ende 1888 keine Nachrichten nach Europa gelangten, stattdessen aber Berichte von einer Eroberung der Provinz Schnitzers und seiner Gefangennahme durch den Mahdi, begann man von verschiedenen Seiten Hilfsexpeditionen auszurüsten. Von Amerika brach Leutnant Shufeldt auf, von England sollte eine Expedition unter Leutnant Swaine ausgehen, von Deutschland wollte man eine Vorhut unter Hermann von Wissmann absenden, während die Leitung der Hauptexpedition der deutsche Forscher und Kolonialpolitiker Carl Peters übernehmen sollte. Zu diesem Zweck wurden überall im Deutschen Reich Sammlungen für eine deutsche Emin-Pascha-Expedition durchgeführt.
Inzwischen brach im Küstengebiet des Indischen Ozeans ein Aufstand der Küstenbevölkerung gegen die Herrschaft der Deutsch-Ostafrikanischen Gesellschaft aus, welcher zur Räumung fast sämtlicher Stationen führte. Dennoch beschloss man deutscherseits, von der Entsendung einer Hilfsexpedition nicht abzusehen, und da Wissmann die Stellung eines Reichskommissars für Ostafrika annahm, wurde Peters mit der alleinigen Leitung der Expedition betraut.
Am 29. April 1888 trafen Stanley und Schnitzer, der ihm auf seinem Dampfer entgegen gefahren war, zusammen. Schnitzer befand sich in der gesamten Zeit der Rettungsexpeditionen nie in ernsthafter Gefahr und rettete letztlich Stanley das Leben, indem er den inzwischen Erkrankten nach Bagamoyo, dem Verwaltungszentrum Deutsch-Ostafrikas, geleitete. Dort im Dezember 1889 angekommen, wurde er mit Ehrungen überhäuft und ließ sich nun vom Deutschen Reich anwerben, um seine Afrikaforschungen fortsetzen zu können.

#### Tod durch Sklavenhändler
Am 26. April 1890 startete Schnitzer zusammen mit Franz Stuhlmann im Auftrag des Reichskommissars Hermann von Wissmann, zuständig für Deutsch-Ostafrika, eine Expedition, um Gebiete um den Viktoria-See für das Deutsche Reich zu sichern. Dabei wurde er am 23. Oktober 1892 in Kinena, einem arabischen Handelsposten, von Sklavenhändlern ermordet.
Ein Splitternachlass Schnitzers mit Routenaufnahmen Ostafrika von 1890 befindet sich im Archiv für Geographie des Leibniz-Instituts für Länderkunde in Leipzig.

## Forschertätigkeit und Ehrungen

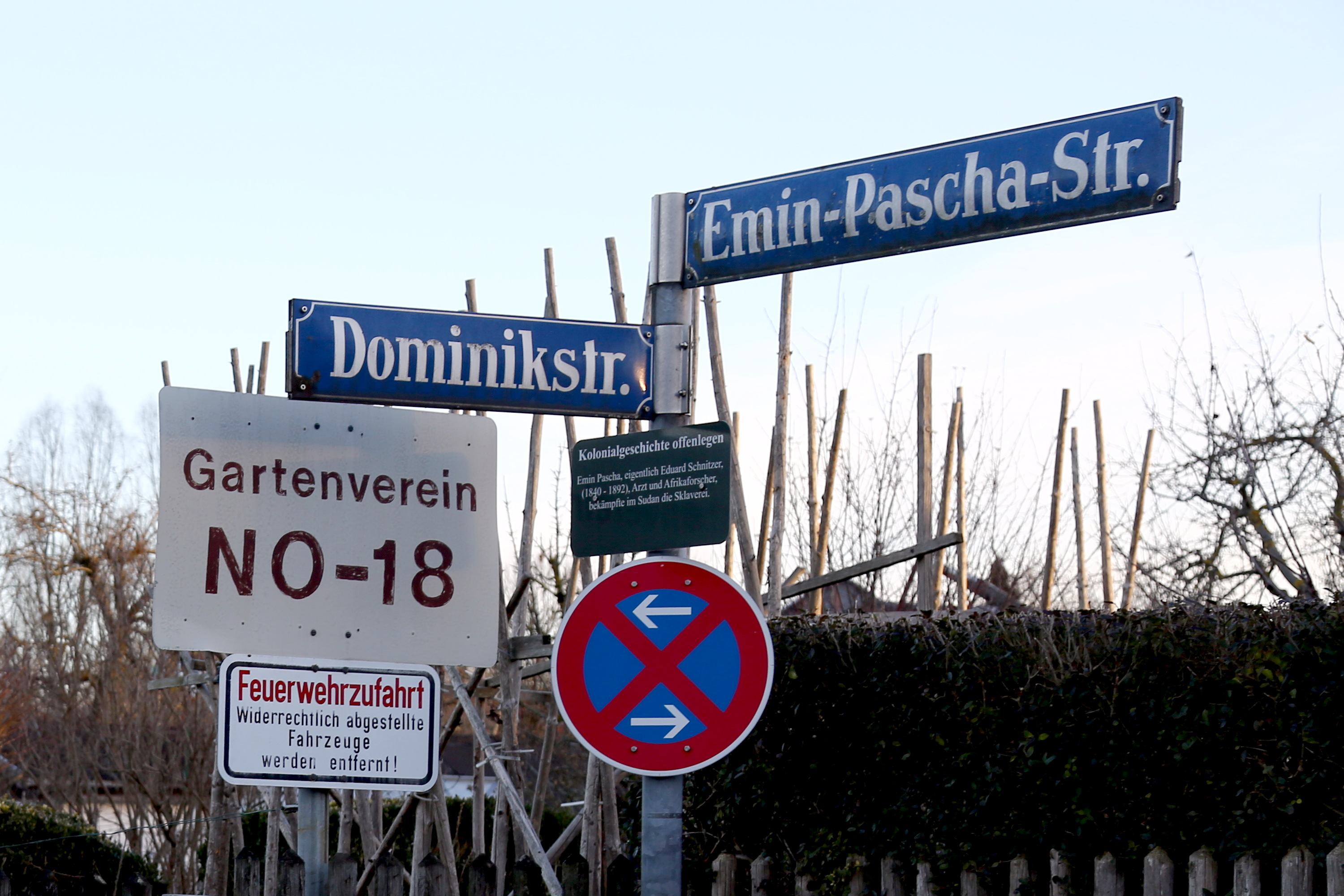
Straßenschild der Emin-Pascha-Str. mit der Hinweistafel Kolonialgeschichte offenlegen in der Münchener Kolonialsiedlung (Foto von 2017)

1889 wurde er zum Mitglied der Deutschen Akademie der Naturforscher Leopoldina gewählt. 1890 wurde er zum korrespondierenden Mitglied der Göttinger Akademie der Wissenschaften gewählt. Er war Ehrenmitglied des Thüringisch-Sächsischen Vereins für Erdkunde und erhielt den preußischen Kronen-Orden II. Klasse.
Nach ihm benannt sind die Pflanzengattungen Eminia Taub. aus der Familie der Hülsenfrüchtler (Fabaceae) und Eminium (Blume) Schott aus der Familie der Aronstabgewächse (Araceae). Im Münchner Stadtteil Zamdorf ist die Emin-Pascha-Straße in der Kolonialsiedlung nach ihm benannt. Zusätzlich tragen die Emin-Riesenhamsterratte (Cricetomys emini) und Emins Nacktsohlenrennmaus (Taterillus emini) seinen Namen.
Emin Pascha war auch Mitglied der Deutschen Ornithologischen Gesellschaft und sandte während seiner Tätigkeit als Gouverneur von Äquatoria Bälge von mehr als 150 Vogelarten an die naturkundlichen Sammlungen und Museen in Bremen, Berlin und Wien. Von diesen waren 73 Spezies den Wissenschaftlern noch unbekannt. Einer dieser Bälge, der eines Sperlings aus Lado, der damaligen Hauptstadt Äquatorias, wurde 1880 von Gustav Hartlaub als neue Art beschrieben. Zu Ehren ihres Sammlers wurde diese Sperlingsart Passer Emini Bey genannt. Henry Morton Stanley, der Emin zeitweise begleitete und dem dessen Forscherdrang und unermüdliche Sammeltätigkeit nicht entging, sprach davon, dass Emin ein mit präparierten Tieren vollgepfropftes „Wander-Museum“ angehäuft habe. Dieser wiederum sah sich angesichts der schwierigen politischen Umstände, die nach dem Beginn des Mahdi-Aufstands in seinem Sammelgebiet herrschten, in seiner wissenschaftlichen Tätigkeit stark eingeschränkt. 1891, mittlerweile in deutschen Diensten stehend, schrieb er an den Herausgeber des Journals für Ornithologie, dass das
„Sammeln nur oberflächlich betrieben werden konnte“, weil seine „erste Sorge der großen Anzahl“ der ihm unterstellten Menschen und ihrer Güter zu gelten gehabt hatte.

## Tochter Ferida

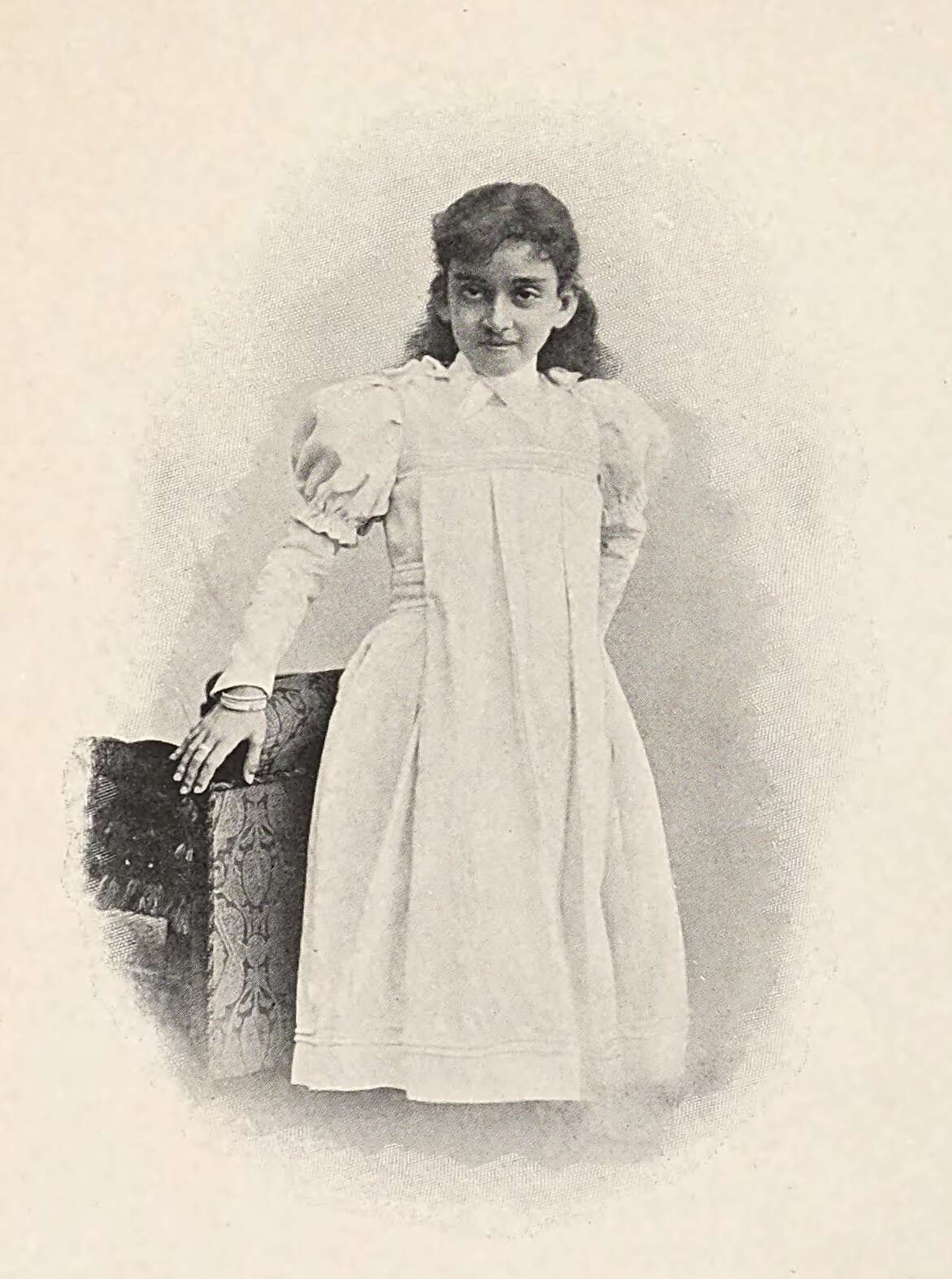
Ferida (vor 1899 aufgenommen)

Aus seiner Ehe mit der Abessinierin Safaran hatte Schnitzer eine Tochter Ferida (* 26. November 1884). Im Jahr 1890 verließ er die damals Sechsjährige, um seine letzte Expedition durchzuführen, auf der er umkam. Ferida, nun Vollwaise, wurde nach Deutschland gebracht und von Emins Schwester Melanie Schnitzer aufgenommen und großgezogen. Sie starb am 2. Mai 1923 in Berlin. Emins Schwester Melanie wurde 90 Jahre alt und verstarb am 11. November 1931.

## Schriften (Auswahl)
- Reisen in Equatorial-Afrika. 1878.
- Die Stromharren des Bahr-el-Djebel. 1879.
- Von Dufil, nach Fatiko, 27. Dezember 1878 bis 8. Januar 1879. 1880.
- Reisen im Osten des Bahr-el-Djebel, März bis Mai 1881. 1882. In: Petermanns Geographische Mitteilungen.
- Reisen im Westen des Bahr-el-Djebel, Oktober bis Dezember 1882. 1883 In: Petermanns Geographische Mitteilungen.
- Emin-Pascha. Eine Sammlung von Reisebriefen und Berichten Dr. Emin-Pascha’s aus den ehemals ägyptischen Aequatorialprovinzen und deren Grenzländern. Hrsg. Georg Schweinfurth, Friedrich Ratzel. F. A. Brockhaus-Verlag, Leipzig 1888 (Digitalisat: menadoc.bibliothek.uni-halle.de)
- Die Tagebücher von Dr. Emin Pascha. Hrsg. Franz Stuhlmann, Georg Westermann Verlag, Hamburg 1916–1927 in 6 Bänden. Digitalisate: Band 2 – Internet Archive – Band 3 – Internet Archive